# Колозян, Октемберик Мануковна
Октембери́к Ману́ковна Колозя́н (арм. Հոկտեմբերիկ Մանուկի Քոլոզյան; 1924, село Покр Шахриар Эчмиадзинского уезда Армянской ССР — дата и место смерти не установлены) — армянский советский агроном, передовик сельскохозяйственного производства. Герой Социалистического Труда (1949).

## Биография
Октемберик Мануковна Колозян родилась в 1924 году в селе Покр Шахриар Эчмиадзинского уезда Армянской ССР (ныне — посёлок Нор Артагерс в Армавирской области Республики Армения), в семье бедного рабочего. Её родители занимались земледелием и с 1930 года трудились в местном колхозе.
В 1943 году Октемберик Колозян закончила неполную среднюю школу села Покр Шахриар и устроилась на работу в местном колхозе имени III Интернационала. Правление колхоза назначило Колозян звеньевой хлопководческого звена. Звено Колозян, следуя агротехническим правилам выращивания хлопчатника, в короткий срок и с лучшим качеством выполнило пахоту, сев и сборку урожая и достигло высоких результатов в повышении урожайности. К 1948 году на общей площади 6 гектаров с каждого гектара звено получило 88,3 центнеров урожая хлопка.
Указом Президиума Верховного Совета СССР от 16 апреля 1949 года за получение высоких урожаев ржи, хлопка и табака при выполнении колхозами обязательных поставок и контрактации по всем видам сельскохозяйственной продукции, натуроплаты МТС в 1948 году и обеспеченности семенами всех культур в размере полной потребности для весеннего сева 1949 года Октемберик Мануковне Колозян было присвоено звание Героя Социалистического Труда с вручением ордена Ленина и золотой медали «Серп и Молот».
Вскоре Октемберик Колозян закончила Армавирский сельскохозяйственный техникум, после чего продолжила трудиться в колхозе в качестве звеньевой хлопководческого звена. В 1950 году звено Колозян вновь получило рекордный урожай хлопка, за что она была награждена вторым орденом Ленина. В том же году с целью получения высшего образования Октемберик Колозян переехала в город Ереван. Она поступила и в 1955 году окончила полеводческий факультет Ереванского сельскохозяйственного института. В 1952 году вступила в КПСС. По окончании института Колозян была назначена заведующей лабораторией Октемберянского хлопкоочистительного завода, после чего — агрономом Налбандянской машинно-тракторной станции. После расформирования машинно-тракторных станций Колозян перешла в качестве агронома в колхоз села Шенаван Октемберянского района Армянской ССР.
В 1959 году Октемберик Колозян была избрана председателем колхоза села Шахварут Октемберянского района Армянской ССР (ныне село Ушакерт Армавирской области Республики Армения). Уже в первый год руководства Колозян в колхозе в значительной мере была повышена урожайность зерновых культур, перевыполнялись планы по выращиванию кукурузы, хлопка, винограда и люцерны. Также в результате увеличения поголовья скотов были получены высокие результаты в продуктивности скотоводства. В дальнейшем Октемберик Колозян была назначена директором совхоза имени А. Г. Ханджяна Октемберянского района Армянской ССР.
Октемберик Мануковна Колозян также вела активную общественную работу. Она была избрана депутатом Верховного Совета Армянской ССР V—VI созывов, членом Президиума Верховного Совета Армянской ССР. Колозян была депутатом Ереванского городского Совета и Октемберянского районного Совета, членом Октемберянского районного комитета Коммунистической партии Армении.

## Награды
- Герой Социалистического Труда (Указ Президиума Верховного Совета СССР от 16 апреля 1949 года, орден Ленина и медаль «Серп и Молот») — за получение высоких урожаев ржи, хлопка и табака при выполнении колхозами обязательных поставок и контрактации по всем видам сельскохозяйственной продукции, натуроплаты МТС в 1948 году и обеспеченности семенами всех культур в размере полной потребности для весеннего сева 1949 года[5].
- Орден Ленина (14.06.1950)[5][4].